# Granja do Canguiri
A Granja do Canguiri é uma escola agrícola vinculada à Secretaria de Educação e do Esporte do Estado do Paraná. Esta localizada no município de Pinhais, Região Metropolitana de Curitiba e com acesso pela Estrada da Graciosa.

## História
Foi construída entre as décadas de 1930 e 1940, na gestão de Affonso Alves de Camargo, então presidente do estado.

### Campo de concentração
Durante a Segunda Guerra Mundial, foi um alojamento para imigrantes japoneses, que eram obrigados a trabalhos forçados e dormiam em galpões-currais. Chamados de "campos de internamentos" na lei de segurança nacional brasileira da época, estes locais existiram as dezenas pelo Brasil e eram destinados para alemães, italianos e japoneses residentes ou seus descendentes. Iguais aos campos dos Estados Unidos, eram análogos aos campos de concentração da Europa.

### Exposições
Em 1964, com a construção do "Parque de Exposições Agropecuárias Marechal Humberto Castelo Branco", a granja integrou o espaço de exposição, onde, por décadas, ocorreram a "Feira Paraná" (última edição no local, foi em 1999) e a "Expotiba".
Com a construção de uma barragem para a criação da "Bacia do Iraí", onde o projeto determinava medidas de preservação ambiental, as exposições, a partir de 1998, foram proibidas.

### Ensino
Em dezembro de 2002, foi criado o Parque da Ciência Newton Freire Maia, dedicado a divulgação científica e tecnológica, além de sediar vários outros órgãos do governo, como o CineTV/PR da Faculdade de Artes do Paraná, Sanepar, o Colégio Estadual de Ensino Profissionalizante (CEEP), o Centro Paranaense de Referência em Agroecologia (CPRA), entre outros. Assim como no período do Parque de Exposições Castelo Branco, a granja novamente cedeu alguns espaços para integrarem estes projetos, pois seu terreno fica adjacente ao " Newton Freire".

### Residência oficial
A granja foi residência de campo oficial do governador em algumas gestões. Entre 1966 e 1986, foi utilizado pelos governadores Paulo Pimentel e Jaime Canet Júnior para uso em finais de semanas ou feriados, enquanto o governador José Richa utilizou como residência, pois não possuía moradia na capital.
Entre 2003 e 2010, foi utilizado, em tempo integral, pelo governador Roberto Requião, sendo também o local para almoços com prefeito e deputados e para receber o então presidente Luiz Inácio Lula da Silva ou a ministra Dilma Rousseff.

### Disponível para venda
Sem uso desde a primeira gestão do governador Beto Richa, o imóvel foi includido para venda, em 2015, num projeto de lei enviado à Assembleia Legislativa. Nesta ocasião, os deputados estaduais não aprovaram e venda do imóvel.
Na campanha eleitoral de Ratinho Junior para a governo do Paraná, em 2018, o imóvel, novamente, entrou numa lista de bens do estado para venda. Porém, durante o seu mandato, a ideia da venda foi desencorajada pelos seus assessores.

### Novamente destinado ao ensino
Em julho de 2020, o imóvel deixou de ser administrado pela Casa Civil do governo estadual e foi transferido para a Secretaria de Educação e do Esporte, para compor o projeto de uma Escola Agrícola 4.0. Desta forma, novamente, a granja passa a integrar como um espaço físico do Colégio Estadual de Educação Profissional (CEEP) Newton Freire Maia, do complexo "Parque da Ciência Newton Freire Maia".